# Benessere interno lordo
Il Benessere Interno Lordo (BIL) è un indicatore erroneamente considerato alternativo al prodotto interno lordo: i due indicatori in realtà sono due cose totalmente diverse.
Il PIL è un indicatore della performance delle economie mercantili, cioè di come si comportano i sistemi economici basati sullo scambio di merci attraverso il denaro. Ma non è assolutamente valido come indicatore del benessere e della prosperità, almeno per le società cosiddette sviluppate, quelle cioè nelle quali sono garantiti a tutti i minimi standard qualitativi in materia di alimentazione, salute, istruzione, protezione e sicurezza.
Per questo motivo è necessario affiancare, e non sostituire al concetto di PIL altri concetti, altri metodi di misurazione e altri indicatori. Il Benessere Interno Lordo è uno di questi.
Il BIL è, per il momento, solamente una bozza di indicatore che cerca di misurare la qualità della vita dell'uomo e della comunità in cui vive.
Per le comunità in cui il PIL è basso (i cosiddetti paesi in via di sviluppo o, in quelli sviluppati occidentali le comunità cosiddette marginali) sicuramente un aumento del PIL comporta un aumento del BIL, ma esistono anche fenomeni che fanno aumentare il BIL senza far aumentare il (o addirittura comportando una riduzione del) PIL.
Per le comunità con un PIL elevato (i cosiddetti paesi sviluppati o comunque le comunità "economicamente ricche" indipendentemente dai paesi in cui sono presenti) invece è dimostrato che un eventuale aumento del PIL non comporta alcuna variazione positiva del BIL e spesso comporta una diminuzione di tale indicatore (ad esempio, si può avere un alto prodotto interno lordo in una zona ad alto inquinamento, fattore che abbassa il BIL).